# کارلوس مرینو
کارلوس مرینو (انگلیسی: Carlos Merino؛ زادهٔ ۱۵ مارس ۱۹۸۰) بازیکن فوتبال اهل اسپانیا است.
از باشگاه‌هایی که در آن بازی کرده‌است می‌توان به باشگاه فوتبال ناتینگهام فارست، باشگاه فوتبال نومانسیا، باشگاه فوتبال اتلتیک بیلبائو، باشگاه فوتبال آلباسته بالومپیه، باشگاه خیمناستیک تاراگونا، و باشگاه فوتبال لاس پالماس اشاره کرد.